# تپه کج اولنگ
تپه کج اولنگ مربوط به سده‌های اولیه دوران‌های تاریخی پس از اسلام است و در شهرستان تایباد، بخش باخرز، دهستان بالا ولایت، ۱ کیلومتری شمال غربی روستای بایی واقع شده و این اثر در تاریخ ۳ خرداد ۱۳۸۶ با شمارهٔ ثبت ۱۹۱۲۳ به‌عنوان یکی از آثار ملی ایران به ثبت رسیده است.